# Liste der Kulturdenkmäler in Saffig
In der Liste der Kulturdenkmäler in Saffig sind alle Kulturdenkmäler der rheinland-pfälzischen Ortsgemeinde Saffig aufgeführt. Grundlage ist die Denkmalliste des Landes Rheinland-Pfalz (Stand: 27. Oktober 2023).

## Denkmalzonen
| Bezeichnung             | Lage                       | Baujahr         | Beschreibung | Bild            |
| ----------------------- | -------------------------- | --------------- | --- | --------------- |
| Denkmalzone Schlosspark | Aumerich, Hauptstraße Lage | 18. Jahrhundert | vom im 18. Jahrhundert erbauten, Anfang des 19. Jahrhunderts abgerissenen Schloss erhalten: sogenanntes Schlösschen: zwei pavillonartige Nebengebäude, um 1751, um 1900 zu neubarocker Wohnanlage erweitert; im Schlosspark Gartenpavillon mit Wasserspielen, 18. Jahrhundert; am Parkeingang zwei rustizierte Pfeiler mit Pinienzapfen; Grotte mit Wasserspender, Bronzelöwe, 1890 | Fotos hochladen |

## Einzeldenkmäler
| Bezeichnung                    | Lage                                           | Baujahr                   | Beschreibung | Bild                                    |
| ------------------------------ | ---------------------------------------------- | ------------------------- | --- | --------------------------------------- |
| Wegekreuz                      | Alter Mühlenweg, Ecke Andernacher Straße Lage  | 1648                      | Wegekreuz, bezeichnet 1648 | BW                                      |
| Kapelle                        | Friedhofstraße Lage                            | 19. Jahrhundert           | Kapelle, 19. Jahrhundert; barockes Relief | Fotos hochladen                         |
| Katholische Kirche St. Cäcilia | Hauptstraße Lage                               | 1738–48                   | Saalbau mit querhausartigen Annexen, 1738–48, Architekten Johann Georg Seitz und Johannes Seiz nach Plänen von Balthasar Neumann, moderner Anbau, 1958–60, Architekt J. Klein, Essen | weitere Bilder Fotos hochladen          |
| Kriegerdenkmal                 | Hauptstraße, vor der Kirche Lage               | um 1920                   | Kriegerdenkmal, reliefierter Pylon | BW                                      |
| Wegekreuz                      | Hauptstraße, vor der Kirche Lage               | 1722                      | Wegekreuz, bezeichnet 1722 | BW                                      |
| Katholisches Pfarrhaus         | Hauptstraße 31 Lage                            | Ende des 18. Jahrhunderts | Krüppelwalmdachbau, Ende des 18. Jahrhunderts; Gesamtanlage mit Garten | BW                                      |
| Krankenhaus                    | Hauptstraße 33 Lage                            | 1900                      | Krankenhaus der barmherzigen Brüder „Maria Hilf“; kreuzförmiger Bau, bezeichnet 1900, neubarocke Erweiterung aus den 1920er Jahren; Gesamtanlage                                     | BW                                      |
| ehemalige Synagoge             | Neustraße ohne Nummer Lage                     | 1848–55                   | Basaltbruchsteinsaal, Backsteintreppengiebel, 1848–55 | weitere Bilder Fotos hochladen          |
| Sockel                         | Neuwieder Straße, bei Nr. 35 Lage              | 18. Jahrhundert           | Sockel mit Festonkartusche, 18. Jahrhundert | BW                                      |
| Wegekreuz                      | Ochtendunger Straße Lage                       | 18. oder 19. Jahrhundert  | Wegekreuz, 18. oder 19. Jahrhundert | BW                                      |
| Kreuz                          | Ochtendunger Straße, Ecke Lonniger Straße Lage | 1692                      | Kreuzstumpf, bezeichnet 1692 | BW                                      |
| Wegekreuz                      | außerhalb des Ortes                            |                           | Wegekreuz, Nischentyp, 17. Jahrhundert | Direkt Bild zu diesem Denkmal hochladen |
| Wegekreuz                      | nördlich des Ortes an der K 63 Lage            | 1678                      | Wegekreuz, bezeichnet 1678 | BW                                      |
| Kreuzkapelle                   | südöstlich des Ortes Lage                      | 18. Jahrhundert           | offene Halle, Schieferhaube, 18. Jahrhundert; Sieben Fußfälle, Stelentyp, bezeichnet 1804                                                                                            | Fotos hochladen                         |